# ¿De quiénes son las mujeres?
 ¿De quiénes son las mujeres? es una película argentina filmada en colores. Dirigida por Catrano Catrani sobre el guion de Roberto Gil según los Cuentos de juzgado de José Ricardo Bergallo, se estrenó el 18 de mayo de 1972 y tuvo como protagonistas a Luis Landriscina, Susana Brunetti, Mabel Manzotti y Germán Kraus. Tuvo como título alternativo el de Comisario y algo más. Se rodó en San Bernardo, provincia del Chaco. Fue el primer protagónico de Landriscina y el último filme de Catrani, que falleció en 1974.

## Sinopsis
Un tranquilo pueblo del Chaco, con político y comisario incluidos, se ve sacudido por la llegada de una mujer fatal.

## Reparto
- Luis Landriscina
- Susana Brunetti
- Mabel Manzotti
- Germán Kraus
- Jorge Villalba
- Rodolfo Crespi
- Augusto Codecá
- Jorgelina Aranda
- Carlos Bellones
- Mónica Vehil
- Hugo Carregal
- María Esther Lovero

## Comentarios
Clarín dijo:

”La frecura de su acuarela campestre y la espontánea simpatía de sus intérpretes no son elementos suficientes como para neutralizar la flacura imaginativa y la extrema insustancialidad de esta comedia.”

El Cronista Comercial escribió:

”¿De quién es la culpa?”